# Preobraschenskoje-Friedhof (Moskau)

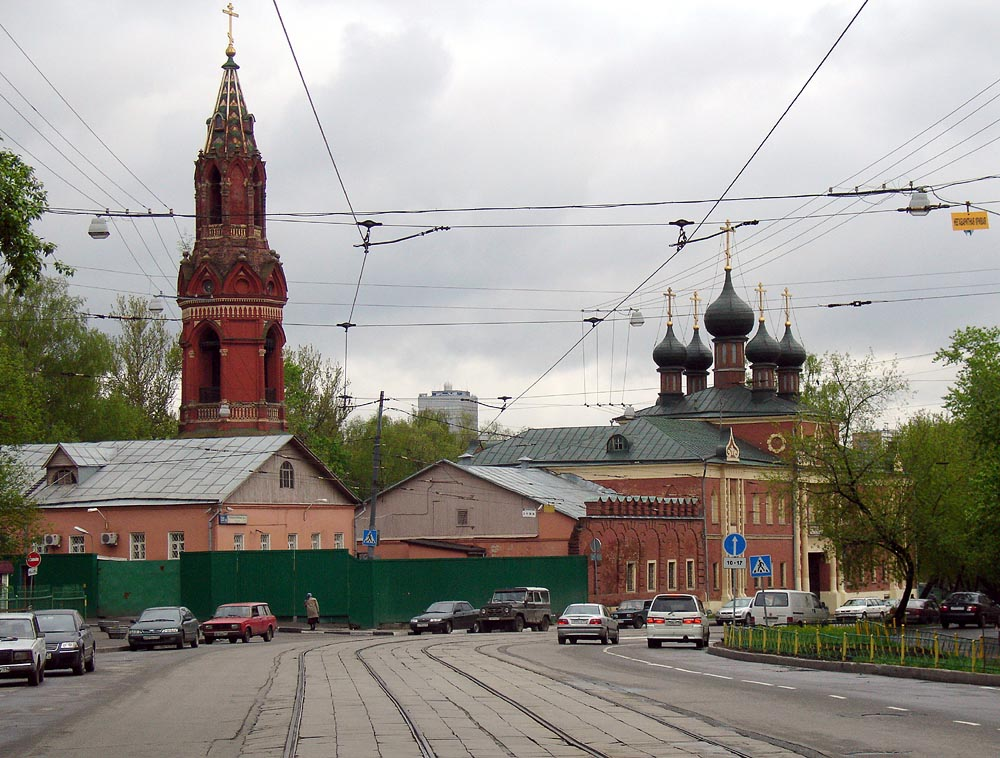
Das ehemalige „St.-Nikolaus-Kloster der Jedinowerzy“ mit Preobraschenski-Wall

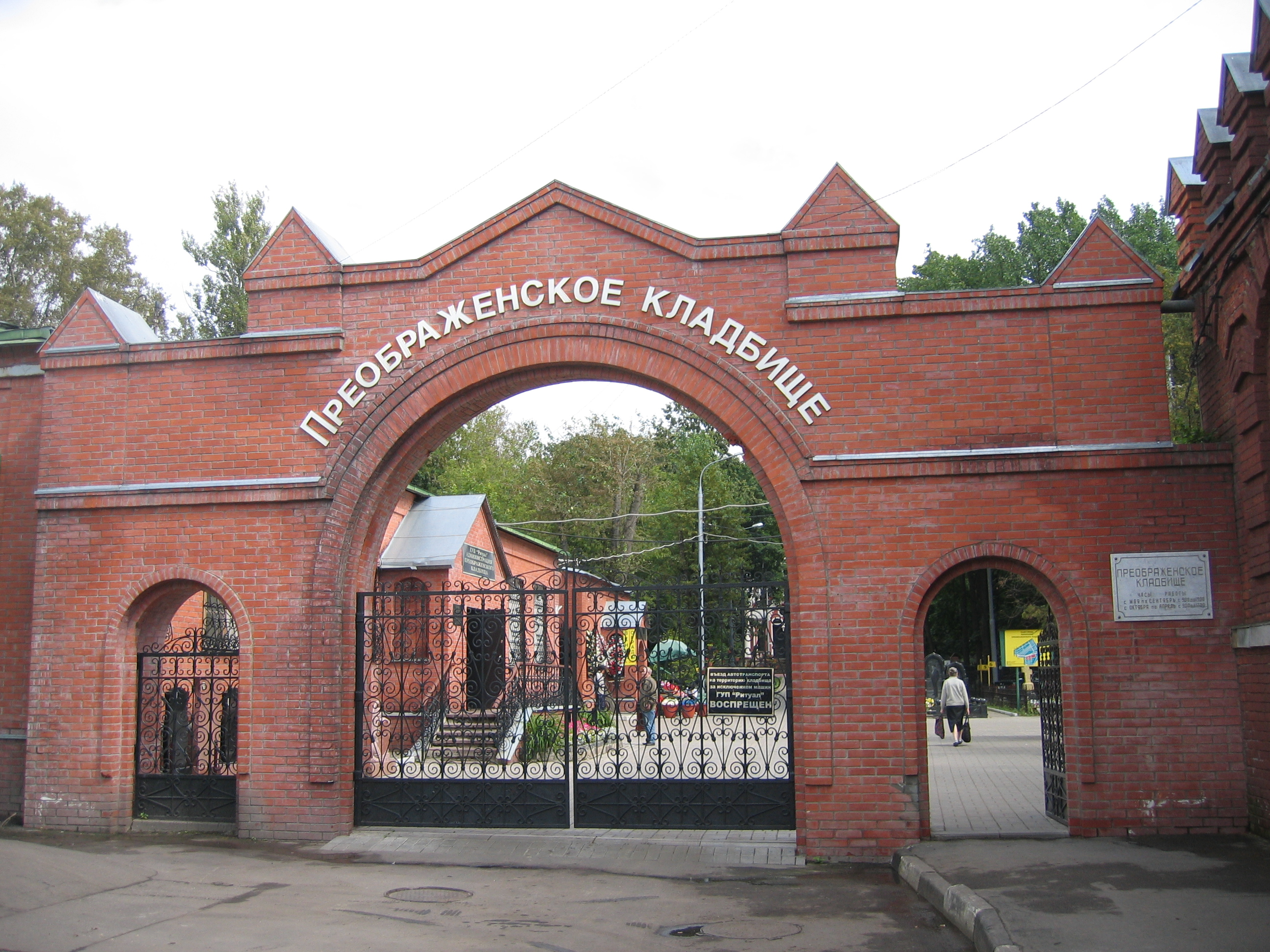
Eingang des Friedhofs

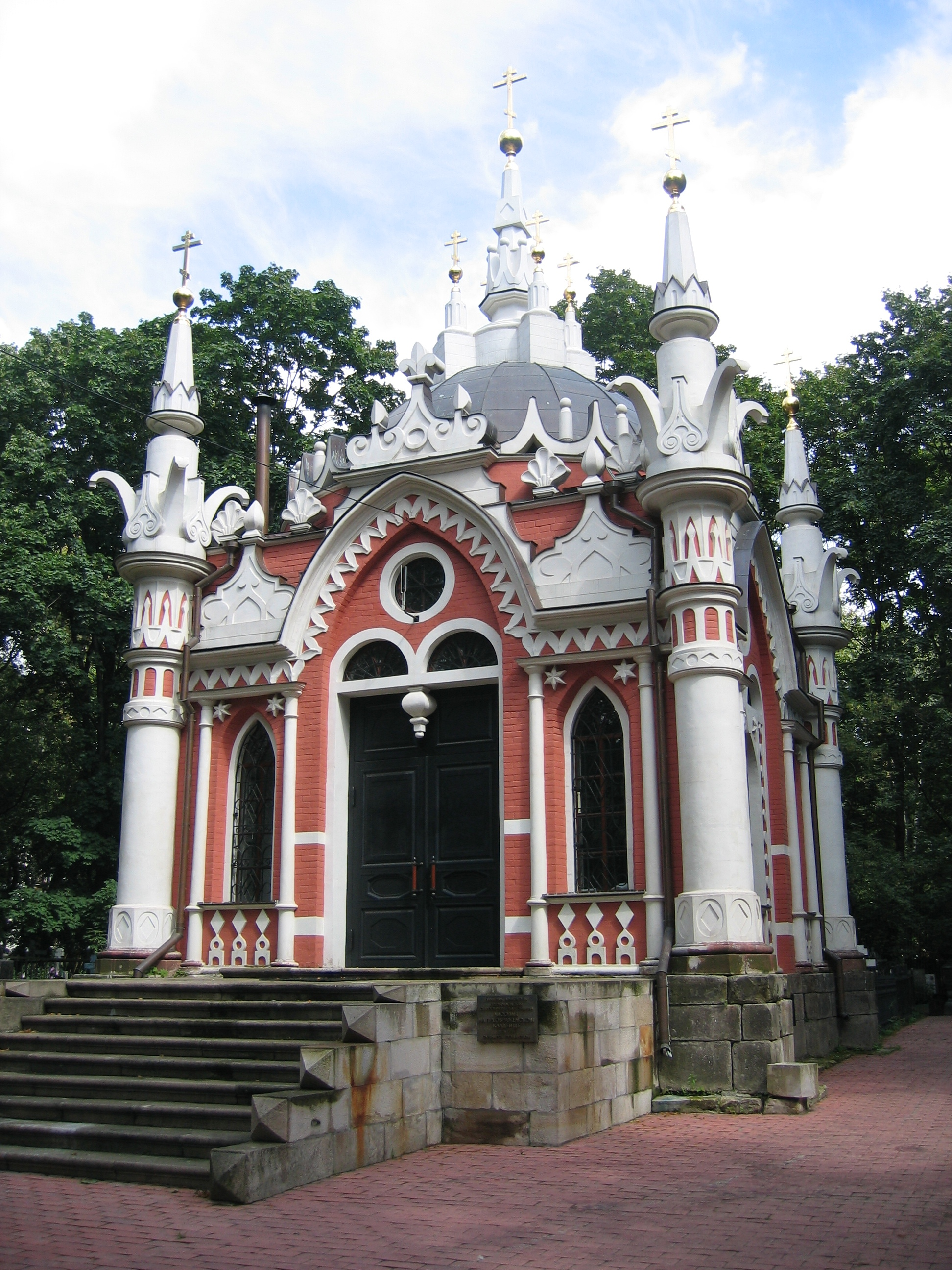
Friedhofskapelle der Altgläubigen

Der Preobraschenskoje-Friedhof (russisch Преображенское кладбище, deutsch Christi-Verklärung-Friedhof) ist ein Friedhof im nördlichen Teil von Moskau, der im engen Zusammenhang mit der Geschichte und Gegenwart der Altgläubigen in Russland steht. Er wurde 1777 von einem Kaufmann der Glaubensrichtung der Fedosejewzy, einer Abspaltung der priesterlosen Altgläubigen (Bespopowzy) in Verbindung mit einer Quarantäneeinrichtung gegründet, um die Existenz eines Klosters der verfolgten Bespopowzy zu verschleiern. Zu dieser Zeit befand sich das Gebiet des Friedhofs dicht an der Stadtgrenze, jedoch außerhalb von Moskau. Der Friedhof wurde bald zum geistlichen und administrativen Zentrum der Fedosejewzy in Russland, (so wie der Rogoschskoje-Friedhof ein administratives und kulturelles Zentrum für die meisten priesterlichen Altgläubigen (Popowzy) wurde).
Das Preobraschenski-Gelände bestand aus zwei gleichen Grundstücken, für ein Männer- und für ein Frauenkloster, getrennt durch eine Straße zum Friedhof. Die Bauarbeiten wurden in den 1790er und den 1800er Jahren durchgeführt. Zu dieser Zeit wurde das Kloster eine Zuflucht für bis zu 1.500 verfolgte Altgläubige, während die Kapellen von über 10.000 Altgläubigen besucht wurden. Jede Kirche innerhalb des Klosters wurde im Stil einer Kapelle errichtet. So wie die anderen Priesterlosen, lehnten die Fedosejewzy das Priestertum ab, daher sind auch ihre größten Gotteshäuser eher Kapellen (Molenna) als Kirchen, da sie keinen Altar haben. Das Gelände war umgeben von Ziegelmauern mit dekorativen pseudo-gotischen Türmen.
In der Mitte des 19. Jahrhunderts wurde der „männliche“ Teil des Klosters von der Verwaltung des Zaren konfisziert, um in ein Kloster der „Eingläubigen“ (Jedinowerzy), der einzigen legalen Richtung der Altorthodoxen im Zarenreich, umgewandelt zu werden. Das sogenannte „St.-Nikolaus-Kloster der Jedinowerzy“, besaß die größte Sammlung altgläubiger Literatur (Chludow-Vermächtnis) und mehr als 1.300 alte Ikonen. 
Nach der Oktoberrevolution wurde das Nikolaikloster von der pro-Bolschewistischen „Lebenden Kirche“ benutzt, während die Ikonen und die Bücher in das staatliche Historische Museum und die Tretjakow-Galerie gebracht wurden. Später wurde das Kloster zwischen den Pomorjanischen Altgläubigen (Pomorzy) und der nahe gelegenen Gemeinde der offiziellen Russisch-Orthodoxen Kirche geteilt. Die orthodoxe Gemeinde nutzt eine Kirche vor den Toren sowie das umgebende Viertel, einen Glockenturm und den westlichen Teil des Gotteshauses. Der östliche Teil der Molenna und verschiedene Einrichtungen im westlichen Teil des Geländes gehören den Pomorzy. Die zwei Teile der Molenna sind durch eine dicke Mauer getrennt. Im Frauenbereich der Preobraschenka wurde eine solche Trennung vermieden, er ist noch immer im Besitz der Fedosejewzy.
Auf dem Preobraschenskoje-Friedhof wurde die erste Ewige Flamme Moskaus zum Gedenken an die Toten des Zweiten Weltkriegs entzündet. Außerdem ist auf dem Friedhof der Leichtathlet und Olympiasieger Wolodymyr Kuz beerdigt.